# 5306-os mellékút (Magyarország)
Az 5306-os mellékút egy közel 11 kilométeres hosszúságú, négy számjegyű mellékút Bács-Kiskun vármegye területén, a Kiskőrösi járásban; Csengődöt köti össze az 53-as főúttal és Akasztó településsel.

## Nyomvonala
Csengőd külterületén ágazik ki az 5217-es útból, annak a 21+300-as kilométerszelvénye táján, nagyjából nyugati irányban. Már majdnem 4,3 kilométer megtételénél jár, amikor kiágazik belőle délkeleti irányban az 5307-es út, Tabdi felé. Mintegy 300 méterrel ezután keresztezi a Budapest–Kelebia-vasútvonal vágányait, Csengőd vasútállomás térségének déli szélénél, majd kiágazik belőle északnak az 53 106-os számú mellékút, mely az állomást szolgálja ki. A Petőfi Sándor utca nevet viselve húzódik végig a belterület déli széle mentén, de nagyjából 5,8 kilométer után már ismét külterületek közt jár.
A 7+550-es kilométerszelvénye közelében lépi át Akasztó határát, e település lakott részeit pedig kevéssel a 9. kilométere után éri el. A belterületen a Csengődi utca nevet viseli, így halad el nem messze a Stadler Stadiontól – ahová a 10. kilométere után délkelet felé kiágazó utcákon, a Vörösmarty, a Sport vagy az Ady Endre utcák valamelyikén lehet letérni –, és így is ér véget nem sokkal később, a település központjában, beletorkollva az 53-as főútba, annak a 17+850-es kilométerszelvényénél.
Teljes hossza, az országos közutak térképes nyilvántartását szolgáló kira.gov.hu adatbázisa szerint 10,855 kilométer.

## Települések az út mentén
- Csengőd
- Akasztó